# Et Møde
Et Møde er en dansk stum dramafilm fra 1910 produceret af Nordisk Films Kompagni. Filmens instruktør er ukendt. 

## Handling
Lille Jørgen vokser op i en idyllisk og lykkelig fiskerfamilie, og en maler maler familien og dens hus. Men en dag omkommer faren på havet og få år efter dør Jørgens mor også. Jørgen bliver forældreløs og kommer i pleje hos onde mennekser, som Jørgen løber væk fra. Sulten og forkommen går han ind i et hus og stjæler et lille stykke brød. I huset ser han billedet af familiens hus. Maleren kommer ind, og Jørgen fortæller sin historie til ham. Maleren og dennes hustru tager Jørgen til sig.